# Карелли, Эмилио
Эмилио Карелли (итал. Emilio Carelli; род. 21 мая 1952, Крема) — итальянский журналист и политик.

## Биография
Родился 22 мая 1952 года в Крема, в 1975 году окончил Католический университет Святого Сердца в Милане, где изучал современную литературу, позднее стажировался в США.
С 1980-х годов — сотрудник новостной службы Canale 5, сотрудничал в редакциях Canale 5 News, Buongiorno Italia, Monitor, Speciale Canale 5. С 1992 года — вице-директор Tg5, в 2000—2003 годах — первый заместитель директора TGcom, с 2003 по 2011 год — директор Sky TG 24. Вице-президент профобъединения Confindustria Radio Televisioni, объединяющего сотрудников частных и государственных радиотелевизионных компаний Италии (Rai, Mediaset, Sky, La7, Telecom Italia Media e Frt, la Federazione radio televisioni).
По итогам парламентских выборов 2018 года прошёл в Палату депутатов Италии по списку Движения пяти звёзд.

## Личная жизнь
Многие годы Карелли состоит в связи с журналисткой Сильвией Мадзукко (Silvia Mazzucco), в 2009 году у них родились близнецы.